# 312-я стрелковая дивизия (2-го формирования)
312-я стрелковая Смоленская Краснознамённая орденов Суворова и Кутузова стрелковая дивизия — воинское соединение РККА, принимавшее участие в Великой Отечественной войне.
Условное наименование — войсковая часть полевая почта № 36438.
Сокращённое наименование — 312 сд.

## История формирования
Дивизия начала формироваться на основании приказа НКО СССР № 0093 от 3 декабря 1941 года как 450-я стрелковая дивизия в городе Славгород Алтайского края. Приказом войскам Сибирского военного округа № 0010 от 13 января 1942 года дивизия была переименована 312-ю стрелковую дивизию (в/ч 5972). Формирование дивизии было поручено командованию Олсуфьевской авиашколы.
С 12 декабря 1941 года по 22 апреля 1942 года дивизия проводила формирование по штатам № 04/200 — 04/213, 04/767, 04/768, 014/69, 04/16, из рядового и младшего комсостава, прибывающего из госпиталей и призывных пунктов Алтайского края. Средний и старший командный состав в основном прибывал из училищ и курсов, а также переаттестовывался из младшего комсостава. К концу апреля дивизия была полностью укомплектована личным составом.
В период с 22 апреля по 13 мая 1942 года дивизия была передислоцирована из города Славгород в город Данилов Ярославской области Московского военного округа. 6 мая 1942 дивизия вошла в состав 2-й Резервной Армии, где находилась до 12 июня 1942 года. С 13 по 15 июня 1942 года дивизия была передислоцирована в город Солнечногорск Московской области где вошла в состав 4-й Резервной Армии.
С 5 февраля 1943 года дивизия была переведена на штаты № 04/550 — 04/562 от 10 декабря 1942 года.

## Участие в боевых действиях
Период вхождения в действующую армию: 9 июля 1942 года — 23 марта 1944 года, 20 апреля 1944 года — 9 мая 1945 года.
17 июля 1942 года дивизия была отправлена в новое место дислокации, 22 июля выгрузилась на станции Можайск и сосредоточилась в районе Кожино, Старо-Николаевка и вошла в состав 20-й армии. Дивизия совершив марш была поставлена во второй эшелон. 4 августа 1942 года 859-й артиллерийский полк участвовал в прорыве сильно укреплённой полосы обороны противника на рубеже: Погорелое Городище, Золотилово, Ботино. До 17 августа 1942 года дивизия находясь в армейском резерве, 1083-м стрелковым полком, совместно со 150-й стрелковой бригадой и 82-й стрелковой дивизией, вела активные боевые действия по уничтожению опорных пунктов противника: Воскресенское, Петропавловское, Кузнечиха.
В ночь на 18 августа 1942 года 1079-й стрелковый полк, сменив 3-ю кавалерийскую дивизию 2-го кавалерийского корпуса на участке Емельяново, Лавриново перешёл к обороне. 1081-й, 1083-й стрелковые полки дивизии с 19 по 22 августа во взаимодействие с частями 8-го гвардейского стрелкового корпуса вели упорные бои за овладение сильным узлом сопротивления — селом Карманово, обороняемым частями 342-й пехотной, 36-й моторизованной и 2-й танковой дивизий немцев. В 10.00 23 августа 1942 года совместными действиями с 8-м гвардейским стрелковым корпусом, после упорного и напряжённого боя село Карманово было захвачено. 25, 27 августа 1942 года дивизия произведя перегруппировку, в трёх местах форсировала реку Гжать и овладела опорными пунктами противника — Гусаки, Субботино. В дальнейшем дивизия неоднократно переходила в наступление, но встречая упорное сопротивление противника успеха не имела. С 6 сентября дивизия перешла к обороне в полосе: Емельяново, севернее отметки 181.7, Субботино, Прилепы, Никольское, севернее Сорокино, роща «Круглая». 11 октября дивизия сменила части 82-й стрелковой дивизией в полосе: справа — (иск.) Завидово, Никульники, слева — роща «Круглая», Жулебино, (иск.) Ясная Поляна.
На основании приказа Западного фронта № 019 от 2 ноября 1942 года, дивизия была передана в состав 29-й армии.
5 мая 1945 года дивизия вышла на восточный берег реки Эльбы в районе Лостау, где после боя с противником встретилась с 120-м пехотным полком 30-й пехотной дивизии союзных войск американской армии находившимся на западном берегу реки. На этом боевой путь дивизии был закончен.
12 мая 1945 года дивизия совершила марш в новый район дислокации город Альтенграбов. Расформирование дивизии произошло 7 июня 1945 года в районе Лептен юго-восточнее Берлина, на основании директивы Ставки Верховного Главнокомандования № 11095 от 29 мая 1945 года. Личный состав дивизии был передан в 89-ю гвардейскую стрелковую дивизию, командиры частей и штаб дивизии были направлены в управление кадров фронта. Ряд офицеров дивизии были направлены для работы в комендатуре города Берлина.

## Состав дивизии
- 1079-й стрелковый полк
- 1081-й стрелковый полк
- 1083-й стрелковый полк
- 859-й артиллерийский полк
- 375-й отдельный истребительно-противотанковый дивизион
- 128-я отдельная зенитно-артиллерийская батарея
- 205-я отдельная разведывательная рота
- 599-й отдельный сапёрный батальон
- 764-й отдельный батальон связи (437-я отдельная рота связи)
- 244-й отдельный медико-санитарный батальон
- 397-я отдельная рота химзащиты
- 387-я автотранспортная рота (отдельная авторота подвоза)[7]
- 437-я полевая хлебопекарня
- 902-й дивизионный ветеринарный лазарет
- 1697-я полевая почтовая станция
- 1067-я полевая касса Госбанка[4][5]

## Подчинение
| Подчинение     | Подчинение               | Подчинение             | Подчинение                        | Подчинение |
| На дату        | Фронт                    | Армия                  | Корпус                            |            |
| -------------- | ------------------------ | ---------------------- | --------------------------------- | ---------- |
| 1.01.1942 года | Сибирский военный округ  | -                      | -                                 |            |
| 1.02.1942 года | Сибирский военный округ  | -                      | -                                 |            |
| 1.03.1942 года | Сибирский военный округ  | -                      | -                                 |            |
| 1.04.1942 года | Сибирский военный округ  | -                      | -                                 |            |
| 1.05.1942 года | Московский военный округ | -                      | -                                 |            |
| 1.06.1942 года | Резерв Ставки ВГК        | 2-я резервная армия    | -                                 |            |
| 1.07.1942 года | Резерв Ставки ВГК        | 4-я резервная армия    | -                                 |            |
| 1.08.1942 года | Западный фронт           | 20-я армия             | -                                 |            |
| 1.09.1942 года | Западный фронт           | 20-я армия             | -                                 |            |
| 1.10.1942 года | Западный фронт           | 20-я армия             | -                                 |            |
| 1.11.1942 года | Западный фронт           | 20-я армия             | -                                 |            |
| 1.12.1942 года | Западный фронт           | 29-я армия             | -                                 |            |
| 1.01.1943 года | Западный фронт           | 29-я армия             | -                                 |            |
| 1.02.1943 года | Западный фронт           | 29-я армия             | -                                 |            |
| 1.03.1943 года | Западный фронт           | 20-я армия             | -                                 |            |
| 1.04.1943 года | Западный фронт           | 5-я армия              | -                                 |            |
| 1.05.1943 года | Западный фронт           | 5-я армия              | -                                 |            |
| 1.06.1943 года | Западный фронт           | 5-я армия              | -                                 |            |
| 1.07.1943 года | Западный фронт           | 5-я армия              | -                                 |            |
| 1.08.1943 года | Западный фронт           | 5-я армия              | -                                 |            |
| 1.09.1943 года | Западный фронт           | 5-я армия              | -                                 |            |
| 1.10.1943 года | Западный фронт           | 5-я армия              | -                                 |            |
| 1.11.1943 года | Западный фронт           | 10-я гвардейская армия | 7-й гвардейский стрелковый корпус |            |
| 1.12.1943 года | Западный фронт           | 10-я гвардейская армия | 7-й гвардейский стрелковый корпус |            |
| 1.01.1944 года | 2-й Прибалтийский фронт  | 10-я гвардейская армия | 7-й гвардейский стрелковый корпус |            |
| 1.02.1944 года | 2-й Прибалтийский фронт  | -                      | 93-й стрелковый корпус            |            |
| 1.03.1944 года | 2-й Прибалтийский фронт  | 10-я гвардейская армия | 7-й гвардейский стрелковый корпус |            |
| 1.04.1944 года | Резерв Ставки ВГК        | 69-я армия             | -                                 |            |
| 1.05.1944 года | 1-й Белорусский фронт    | 69-я армия             | 91-й стрелковый корпус            |            |
| 1.06.1944 года | 1-й Белорусский фронт    | 69-я армия             | 91-й стрелковый корпус            |            |
| 1.07.1944 года | 1-й Белорусский фронт    | 69-я армия             | 91-й стрелковый корпус            |            |
| 1.08.1944 года | 1-й Белорусский фронт    | 69-я армия             | 91-й стрелковый корпус            |            |
| 1.09.1944 года | 1-й Белорусский фронт    | 69-я армия             | 91-й стрелковый корпус            |            |
| 1.10.1944 года | 1-й Белорусский фронт    | 69-я армия             | 91-й стрелковый корпус            |            |
| 1.11.1944 года | 1-й Белорусский фронт    | 69-я армия             | 91-й стрелковый корпус            |            |
| 1.12.1944 года | 1-й Белорусский фронт    | 69-я армия             | 91-й стрелковый корпус            |            |
| 1.01.1945 года | 1-й Белорусский фронт    | 69-я армия             | 91-й стрелковый корпус            |            |
| 1.02.1945 года | 1-й Белорусский фронт    | 69-я армия             | 91-й стрелковый корпус            |            |
| 1.03.1945 года | 1-й Белорусский фронт    | 69-я армия             | 91-й стрелковый корпус            |            |
| 1.04.1945 года | 1-й Белорусский фронт    | 69-я армия             | 91-й стрелковый корпус            |            |
| 1.05.1945 года | 1-й Белорусский фронт    | 69-я армия             | 91-й стрелковый корпус            |            |

## Награды и почётные наименования
| Награда (наименование)             | Дата награждения                                               | За что награждена |
| ---------------------------------- | -------------------------------------------------------------- | --- |
| Почётное наименование «Смоленская» | Приказ Верховного главнокомандующего от 25 сентября 1943 года  | в ознаменование одержанной победы и отличие в боях за освобождение города Смоленска |
| Орден Красного Знамени             | Указ Президиума Верховного Совета СССР от 9 августа 1944 года  | за образцовое выполнение заданий командования в боях при прорыве обороны немцев западнее Ковель и проявленные при этом доблесть и мужество                                                      |
| Орден Суворова II степени          | Указ Президиума Верховного Совета СССР от 19 февраля 1945 года | за образцовое выполнение боевых заданий командования в боях с немецкими захватчиками при прорыве обороны немцев южнее Варшавы и проявленные при этом доблесть и мужество                        |
| Орден Кутузова II степени          | Указ Президиума Верховного Совета СССР от 11 июня 1945 года    | за образцовое выполнение заданий командования в боях с немецкими захватчиками при ликвидации группы немецких войск, окружённой юго-восточнее Берлина и проявленные при этом доблесть и мужество |

Также были удостоены наград и почётных наименований входящие в состав дивизии части:
| 1079-й стрелковый орденов Суворова и Кутузова полк | 1079-й стрелковый орденов Суворова и Кутузова полк           | 1079-й стрелковый орденов Суворова и Кутузова полк |
| -------------------------------------------------- | ------------------------------------------------------------ | --- |
| Орден Суворова III степени                         | Указ Президиума Верховного Совета СССР от 28 мая 1945 года   | за образцовое выполнение заданий командования в боях при прорыве обороны немцев и наступлении на Берлин и проявленные при этом доблесть и мужество                 |
| Орден Кутузова III степени                         | Указ Президиума Верховного Совета СССР от 5 апреля 1945 года | за образцовое выполнение заданий командования в боях с немецкими захватчиками при овладении городом и крепостью Познань и проявленные при этом доблесть и мужество |

| 1081-й стрелковый Краснознамённый ордена Кутузова полк | 1081-й стрелковый Краснознамённый ордена Кутузова полк       | 1081-й стрелковый Краснознамённый ордена Кутузова полк |
| ------------------------------------------------------ | ------------------------------------------------------------ | --- |
| Орден Красного Знамени                                 | Указ Президиума Верховного Совета СССР от 5 апреля 1945 года | за образцовое выполнение заданий командования в боях с немецкими захватчиками при овладении городом и крепостью Познань и проявленные при этом доблесть и мужество |
| Орден Кутузова III степени                             | Указ Президиума Верховного Совета СССР от 28 мая 1945 года   | за образцовое выполнение заданий командования в боях при прорыве обороны немцев и наступлении на Берлин и проявленные при этом доблесть и мужество                 |

| 1083-й стрелковый Познанский Краснознамённый ордена Кутузова полк | 1083-й стрелковый Познанский Краснознамённый ордена Кутузова полк | 1083-й стрелковый Познанский Краснознамённый ордена Кутузова полк                                                                                          |
| ----------------------------------------------------------------- | ----------------------------------------------------------------- | --- |
| Почётное наименование «Познанский»                                | Приказ Верховного главнокомандующего № 063 от 5 апреля 1945 года  | в ознаменование одержанной победы и отличия в боях за овладение городом и крепостью Познань                                                                |
| Орден Красного Знамени                                            | Указ Президиума Верховного Совета СССР от 31 октября 1944 года    | за образцовое выполнение заданий командования в боях с немецкими захватчиками, за овладение городом Хелм (Холм) и проявленные при этом доблесть и мужество |
| Орден Кутузова III степени                                        | Указ Президиума Верховного Совета СССР от 28 мая 1945 года        | за образцовое выполнение заданий командования в боях при прорыве обороны немцев и наступлении на Берлин и проявленные при этом доблесть и мужество         |

| 859-й артиллерийский Познанский Краснознамённый ордена Богдана Хмельницкого полк | 859-й артиллерийский Познанский Краснознамённый ордена Богдана Хмельницкого полк | 859-й артиллерийский Познанский Краснознамённый ордена Богдана Хмельницкого полк                                                                           |
| -------------------------------------------------------------------------------- | -------------------------------------------------------------------------------- | --- |
| Почётное наименование «Познанский»                                               | Приказ Верховного главнокомандующего № 063 от 5 апреля 1945 года                 | в ознаменование одержанной победы и отличия в боях за овладение городом и крепостью Познань                                                                |
| Орден Красного Знамени                                                           | Указ Президиума Верховного Совета СССР от 31 октября 1944 года                   | за образцовое выполнение заданий командования в боях с немецкими захватчиками, за овладение городом Хелм (Холм) и проявленные при этом доблесть и мужество |
| Орден Богдана Хмельницкого II степени                                            | Указ Президиума Верховного Совета СССР от 28 мая 1945 года                       | за образцовое выполнение заданий командования в боях при прорыве обороны немцев и наступлении на Берлин и проявленные при этом доблесть и мужество         |

| 375-й отдельный истребительно-противотанковый орденов Богдана Хмельницкого и Александра Невского дивизион | 375-й отдельный истребительно-противотанковый орденов Богдана Хмельницкого и Александра Невского дивизион | 375-й отдельный истребительно-противотанковый орденов Богдана Хмельницкого и Александра Невского дивизион                                                          |
| --- | --- | --- |
| Орден Богдана Хмельницкого III степени                                                                    | Указ Президиума Верховного Совета СССР от 28 мая 1945 года                                                | за образцовое выполнение заданий командования в боях при прорыве обороны немцев и наступлении на Берлин и проявленные при этом доблесть и мужество                 |
| Орден Александра Невского                                                                                 | Указ Президиума Верховного Совета СССР от 5 апреля 1945 года                                              | за образцовое выполнение заданий командования в боях с немецкими захватчиками при овладении городом и крепостью Познань и проявленные при этом доблесть и мужество |

| 599-й отдельный сапёрный ордена Александра Невского батальон | 599-й отдельный сапёрный ордена Александра Невского батальон | 599-й отдельный сапёрный ордена Александра Невского батальон |
| ------------------------------------------------------------ | ------------------------------------------------------------ | --- |
| Орден Александра Невского                                    | Указ Президиума Верховного Совета СССР от 5 апреля 1945 года | за образцовое выполнение заданий командования в боях с немецкими захватчиками при овладении городом и крепостью Познань и проявленные при этом доблесть и мужество |

| 764-й отдельный ордена Красной Звезды батальон связи | 764-й отдельный ордена Красной Звезды батальон связи         | 764-й отдельный ордена Красной Звезды батальон связи |
| ---------------------------------------------------- | ------------------------------------------------------------ | --- |
| Орден Красной Звезды                                 | Указ Президиума Верховного Совета СССР от 5 апреля 1945 года | за образцовое выполнение заданий командования в боях с немецкими захватчиками при овладении городом и крепостью Познань и проявленные при этом доблесть и мужество |

## Отличившиеся воины
9 воинов дивизии были удостоены звания Героя Советского Союза, а 15 стали полными кавалерами ордена Славы:
| Список Героев Советского Союза и полных кавалеров ордена Славы | Список Героев Советского Союза и полных кавалеров ордена Славы | Список Героев Советского Союза и полных кавалеров ордена Славы                          | Список Героев Советского Союза и полных кавалеров ордена Славы | Список Героев Советского Союза и полных кавалеров ордена Славы | Список Героев Советского Союза и полных кавалеров ордена Славы |
| Награда                                                        | Ф. И. О.                                                       | Должность                                                                               | Звание                                                         | Дата награждения                                               | Примечания |
| -------------------------------------------------------------- | -------------------------------------------------------------- | --------------------------------------------------------------------------------------- | -------------------------------------------------------------- | -------------------------------------------------------------- | --- |
|                                                                | Букенбаев Малкеждар                                            | командир стрелкового взвода 1081-го стрелкового полка                                   | Лейтенант Красной Армии                                        | 27.02.1945                                                     | |
|                                                                | Ковалёв Алексей Фёдорович                                      | командир орудия батареи 76-мм пушек 1083-го стрелкового полка                           | Старший сержант                                                | 25.09.1944                                                     | |
|                                                                | Крайнов Александр Иосифович                                    | командир 1083-го стрелкового полка                                                      | Подполковник Красной Армии                                     | 31.05.1945                                                     | |
|                                                                | Латухин Семён Николаевич                                       | командир миномётной роты 1083-го стрелкового полка                                      | Старший лейтенант артиллерии Красной Армии                     | 27.02.1945                                                     | |
|                                                                | Лихотворик Владимир Степанович                                 | командир 1079-го стрелкового полка                                                      | Полковник Красной Армии                                        | 24.03.1945                                                     | |
|                                                                | Моисеевский Александр Гаврилович                               | командир дивизии                                                                        | Генерал-майор Красной Армии                                    | 06.04.1945                                                     | |
|                                                                | Нехай Даут Ереджибович                                         | командир стрелкового батальона 1083-го стрелкового полка                                | Майор Красной Армии                                            | 27.02.1945                                                     | |
|                                                                | Рустемов Таштемир                                              | стрелок 6-й стрелковой роты 1083-го стрелкового полка                                   | Красноармеец                                                   | 03.06.1944                                                     | 12 августа 1943 года закрыл своим телом амбразуру дзота |
|                                                                | Шевченко Михаил Никитович                                      | командир 1081-го стрелкового полка                                                      | Полковник Красной Армии                                        | 24.03.1945                                                     | |
|                                                                | Алипов Гиззат Мукашевич                                        | командир отделения 599-го отдельного сапёрного батальона                                |                                                                | 21.07.1944 21.02.1945 15.05.1946                               | |
|                                                                | Аубакиров Манаф Аубакирович                                    | командир орудийного расчёта 375-го отдельного истребительно-противотанкового дивизиона  | Старший сержант                                                | 25.08.1944 17.02.1945 15.05.1946                               | |
|                                                                | Борискин Фадей Агапович                                        | командир отделения 1081-го стрелкового полка                                            | Младший сержант                                                | 24.08.1944 05.04.1945 15.05.1946                               | |
|                                                                | Воробьёв Пётр Тимофеевич                                       | командир пулемётного расчёта 1083-го стрелкового полка                                  | Сержант                                                        | 02.08.1944 27.03.1945 15.05.1946                               | |
|                                                                | Вторников Иван Фёдорович                                       | командир расчёта 76-мм пушки 375-го отдельного истребительно-противотанкового дивизиона | Сержант                                                        | 04.08.1944 22.08.1944 17.02.1945 15.05.1946                    | дважды награждён орденом Славы 3-й степени |
|                                                                | Кайгородцев Василий Степанович                                 | командир отделения стрелковой роты 1083-го стрелкового полка                            | Старший сержант                                                | 02.08.1944 27.03.1945 07.05.1993                               | вторично награждён орденом славы 3-й степени 24 августа 1944 года, перенагражден орденом Славы 1-й степени приказом МО РФ № 101 от 7 мая 1993 года                        |
|                                                                | Костин Пётр Михайлович                                         | командир расчёта 45-мм пушки 1081-го стрелкового полка                                  |                                                                | 20.08.1944 17.02.1945 15.05.1946                               | |
|                                                                | Мещеряков Николай Иванович                                     | стрелок 1079-го стрелкового полка                                                       | Младший сержант                                                | 31.10.1944 20.02.1945 15.05.1946                               | |
|                                                                | Отрощенко Алексей Никифорович                                  | командир расчёта батареи 45-мм пушек 1081-го стрелкового полка                          | Старший сержант                                                | 23.08.1944 07.01.1945 31.03.1956                               | 17 февраля 1945 года повторно награждён орденом Славы 2-й степени, перенагражден орденом Славы 1-й степени указом Президиума Верховного Совета СССР от 31 марта 1956 года |
|                                                                | Паздников Пётр Иванович                                        | командир расчёта 45-мм пушки 375-го отдельного истребительно-противотанкового дивизиона | Старший сержант                                                | 16.09.1944 08.06.1945 19.08.1956                               | 2 мая 1945 года повторно награждён орденом Славы 3-й степени, перенагражден орденом Славы 1-й степени указом Президиума Верховного Совета СССР от 19 августа 1955 года    |
|                                                                | Рыбалкин Михаил Дмитриевич                                     | командир отделения сапёрного взвода 1081-го стрелкового полка                           | Младший сержант                                                | 04.06.1944 09.08.1944 31.05.1945                               | |
|                                                                | Садовой Павел Иванович                                         | заряжающий 45-мм орудия противотанкового взвода 1081-го стрелкового полка               | Младший сержант                                                | 09.08.1946 17.02.1944 15.05.1946                               | |
|                                                                | Саливон Григорий Васильевич                                    | командир отделения 599-го отдельного сапёрного батальона                                | Сержант                                                        | 25.12.44 25.02.45 31.05.45                                     | |
|                                                                | Соловьёв Григорий Фёдорович                                    | командир орудийного расчёта 859-го артиллерийского полка                                |                                                                | 31.07.1944 22.02.1945 15.05.1946                               | |
|                                                                | Чупин Яков Иванович                                            | командир пулемётного отделения 1079-го стрелкового полка                                | Старший сержант                                                | 26.07.1944 25.09.1944 15.05.1946                               | |

## Командование дивизии

### Командиры
- Голованов, Александр Иванович (25.12.1941 — 10.08.1942), полковник;
- Моисеевский, Александр Гаврилович (10.08.1942 — 31.05.1945), полковник, генерал-майор[18][19]

### Заместители командира дивизии по строевой части
- Скоробогатый, Владимир Петрович, (??.1943 — 23.10.1943), полковник (погиб 23.10.1943);
- Заалишвили, Михаил Иванович (?? — 27.02.1944), полковник (тяжело ранен 27.02.1944);
- Смирнов, Николай Васильевич (декабрь 1944), полковник;
- Писарев, Иван Васильевич (10.01.1945 — ??.07.1945), генерал-майор

### Военные комиссары (с 9.10.1942 заместители командира дивизии по политической части)
- Ерёменко, Александр Петрович (25.12.1941 — 29.11.1942), старший батальонный комиссар;
- Кузнецов, Александр Иванович (29.11.1942 — 16.06.1943), старший батальонный комиссар, подполковник;
- Горемыкин, Михаил Григорьевич (16.06.1943 — 25.12.1943), майор, подполковник;
- Фирсунин, Василий Емельянович (25.12.1943 — 22.08.1944), подполковник;
- Судаков, Александр Николаевич (22.08.1944 — 09.05.1945), подполковник[2]

### Начальники штаба дивизии
- Юхновец, Иван Тимофеевич (05.01.1942 — 10.10.1942), полковник;
- Сизов, Василий Ильич (10.10.1942 — 09.01.1943), майор;
- Черкасов, Александр Петрович (09.1.1943 — 16.11.1943), подполковник;
- Сабуров, Яков Николаевич (16.11.1943 — 07.06.1945), подполковник